# Puerto Lucía (telenovela)
Porto Luzia foi uma telenovela equatoriana juvenil da Ecuavisa transmitida entre 17 de novembro de 1997 a 18 de dezembro de 1997 em 24 capítulos, foi produzida por Silvia Alvarado, escrita e dirigida por Catherina Ledeboer, foi a primeira telenovela gravada integralmente fora de Guayaquil, já que se desenvolveu totalmente em Salinas e A Liberdade. 
Protagonizada por Andrea Barquet, Stefanía Barquet, Riccardo Mandini e Mauro Mercado. O tema principal desta telenovela deu-lhe sucesso ao cantor e ator equatoriano Riccardo Mandini.

## Elenco
- Andrea Barquet
- Stefanía Barquet
- Riccardo Mandini
- Mauro Mercado
- Cinthya Bayona
- Omar Laranjeira
- Christian Norris
- Gustavo Munizaga
- Joel Sotolongo
- Alberta Vallarino
- Johnny Vásquez
- Marcos Espín
- Enrique Delgado
- María Fernanda Pazmiño
- Maricela Gómez
- Jorge Chamba Cabanilla
- Jéssica Bermúdez[1][2]
- Mirella Tironi
- Alejandro Agustín Benitez